# Validatore
Un validatore è un apparecchio composto da parti meccaniche ed elettroniche che permette il controllo del diritto di uso di un titolo di viaggio in forma di biglietto magnetico o titolo di viaggio elettronico. È usato nei sistemi di bigliettazione elettronica.

## Funzionamento
Questi apparecchi, che a poco a poco stanno sostituendo le vecchie obliteratrici meccaniche, sono installati in autobus, tram, metropolitane, parcheggi ed altre componenti dei sistemi di trasporto pubblico locale.
Il sistema di lettura e scrittura avviene generalmente via wifi, GPRS o altri protocolli di comunicazione senza fili. I dati raccolti servono per l'elaborazione di statistiche sulla frequentazione del servizio e permettono di ottimizzare il servizio stesso.
Il validatore è inoltre impiegato in forma di controllo sociale, in quanto i sistemi richiedono generalmente che tutti i titoli (anche gli abbonamenti) vengano validati. Dunque, la mancata validazione di un titolo è assimilabile ad una frode.

## Tipi di validatori
- Validatori magnetici: scrivono e leggono su titoli di viaggio magnetici. Appartengono ad una vecchia generazione, ma sono ancora in uso, spesso per la convalida di titoli di corsa semplice;
- Validatori senza contatto (o "contact-less"): sempre più utilizzati, permettono la validazione di smart card contactless a mezzo RFID;
- Validatori misti: contengono più tipi di validatori: elettronici, magnetici, meccanici (es. sistema in uso a Firenze).